# Focus stacking
Le focus stacking (anglicisme), parfois traduit par « empilement de mises au point », est un procédé consistant à combiner plusieurs images dont le plan focal varie, pour donner une image dotée d'une plus grande profondeur de champ qu'avec une image unique,. On obtient ainsi des images qui seraient physiquement impossibles à réaliser avec des moyens photographiques classiques. Il est particulièrement bien adapté à la photographie numérique, et aux situations où une image unique a une très courte profondeur de champ, comme en macrophotographie et  photomicrographie.
Des techniques alternatives d'obtention d'image avec une grande profondeur de champ existent, notamment la photographie par encodage de front d'onde ou encore la photographie plénoptique.
Tous ces procédés se justifient aussi bien par leur valeur artistique que par la clarté apportée aux publications scientifiques.

## Procédé

### Acquisition
La première étape du focus stacking est l'acquisition d'images du sujet à différents plans focaux en modifiant légèrement la mise au point entre chaque prise de vue :
- soit en modifiant la mise au point. On peut le faire manuellement, ou bien automatiser le processus à l'aide de l'autofocus de l'objectif. Depuis 2015, certains boitiers Olympus incorporent en firmware les fonctions de prises de vue avec décalage de mise au point et aussi l'empilement des mises au point[4]. Plusieurs autres manufacturiers d'appareils photo ont par la suite fait de même ou simplement repris la fonctionnalité de prise de vue avec décalage de mise au point. Certains boitiers dépourvus de la fonction de prise de vue avec décalage de mise au point peuvent le faire via un programme tel que Magic Lantern (gratuit, pour certains appareils Canon), ou Helicon Remote (pour les appareils Canon et Nikon).
- soit en modifiant la distance au sujet en déplaçant l'appareil photo ou le sujet lui-même. On peut le faire manuellement, à l'aide ou non d'une platine coulissante. Si le taux d'agrandissement est important, cette platine devra être micrométrique. On peut également automatiser ce processus en utilisant des platines motorisées programmables spécialement adaptées à cet usage.

### Compilation
La deuxième étape consiste à "empiler" les images obtenues en privilégiant les zones nettes. Elle pourrait se faire en utilisant les techniques de tirage en argentique, mais est réalisée aujourd'hui numériquement en post-traitement. La sélection de ces zones peut se faire manuellement dans un logiciel de traitement d'image, ainsi que leur compilation. Il existe également des programmes dédiés (parfois eux-mêmes inclus dans un logiciel de traitement d'image...), qui détectent les régions nettes de chaque image (par exemple par détection de contours ou par analyse harmonique ) et les fusionnent, automatiquement.
Enfin, dans le cadre d'une utilisation scientifique, on peut procéder à une modélisation en 3D du sujet photographié, tel un scanner corporel qui ne verrait que l'extérieur du patient.

## Utilisation

### En photographie et macrophotographie

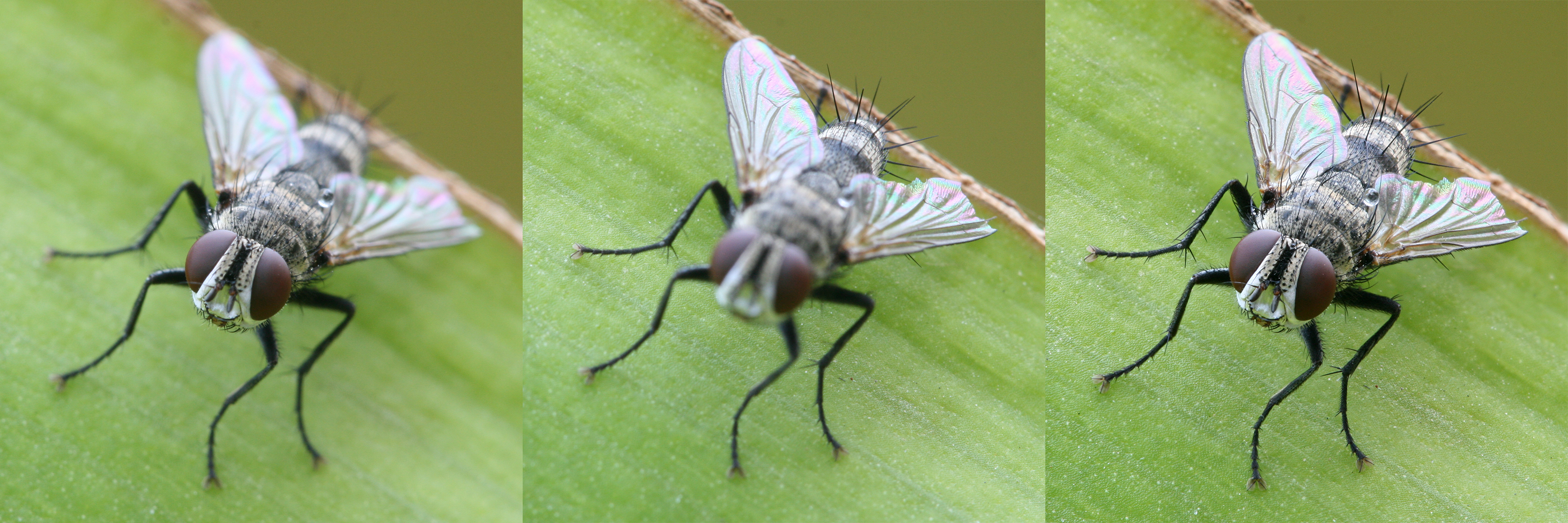
Série d'images d'une mouche tachinaire montrant l'intérêt du bracketing de la mise au point. Les deux premières images montrent les problèmes de profondeur de champ rencontrés, la troisième a été obtenue en combinant six clichés réalisés avec six mises au point différentes.

Habituellement la profondeur de champ est augmentée en réduisant l'ouverture relative (en travaillant par exemple à f/22). Mais cette méthode dégrade le piqué de l'image obtenue à cause de la diffraction. Le focus stacking permet non seulement d'augmenter la profondeur de champ (équivalente à ce qu'on obtiendrait en travaillant par exemple à f/128 !), mais en plus de profiter de l'ouverture optimale en termes de piqué de l'objectif (par exemple f/5.6).

### En microphotographie

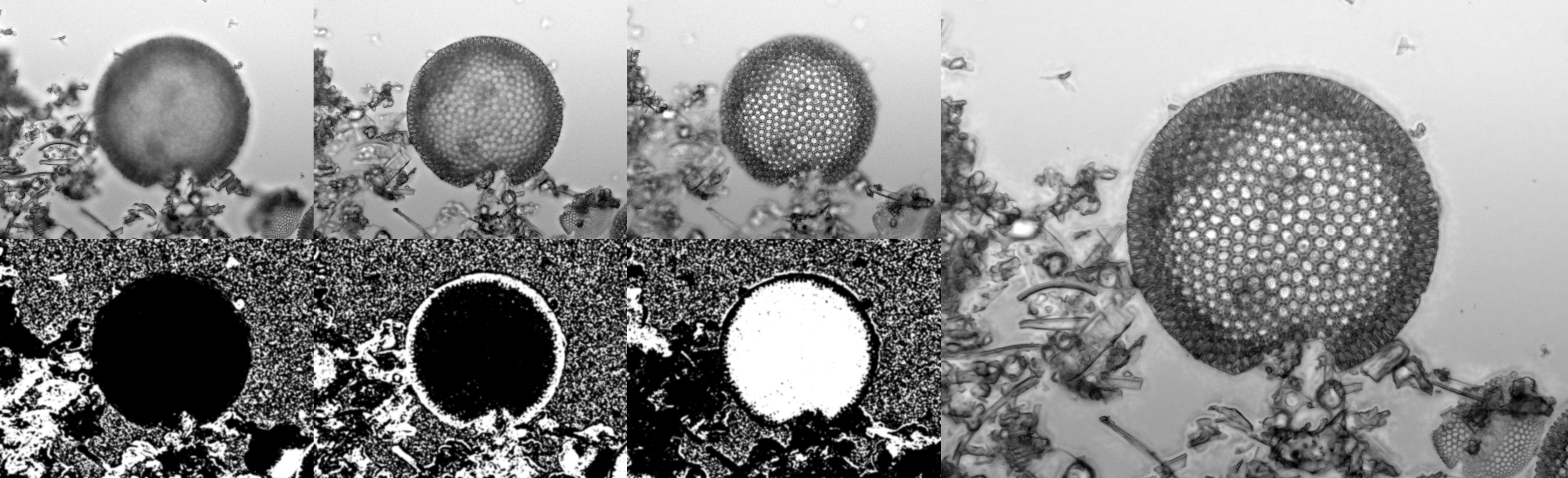
Focus stacking en microscopie à fond clair.
Nous voyons dans cet exemple un microfossile de diatomée dans du kieselguhr.
En haut à gauche : les trois images sources dont la mise au point varie.
En bas à gauche : leurs contributions respectives à l'image finale
(le noir correspond à une contribution nulle, le blanc à une contribution totale).
À droite : image finale à profondeur de champ étendue.

À très fort grossissement on ne peut généralement pas faire varier l'ouverture sans entrainer une dégradation de l'image sous l'effet de la diffraction liée à la fermeture du diaphragme d'ouverture. Elle dépend alors uniquement du choix de l'objectif qui est conçu pour capturer autant de lumière que possible d'un petit échantillon. La profondeur de champ, limitée à la fois par un grossissement important, et par une ouverture importante qu'on ne peut pas réduire, est alors extrêmement réduite. Un objectif 100× avec une ouverture numérique de 1.4 a par exemple une profondeur de champ d'environ 1 μm.
Lors de l'observation directe d'un échantillon, les restrictions d'une petite profondeur de champ peuvent être facilement contournées en mettant au point selon la zone à observer. Le focus stacking adopte d'une certaine façon cette approche. Et il constitue l'unique façon d'augmenter la profondeur de champ en microphotographie.

### En astronomie
La sonde Curiosity de la mission Mars Science Laboratory possède un instrument appelé Mars Hand Lens Imager (MAHLI) permettant notamment de faire des photos en focus stacking.

## Logiciels de focus stacking

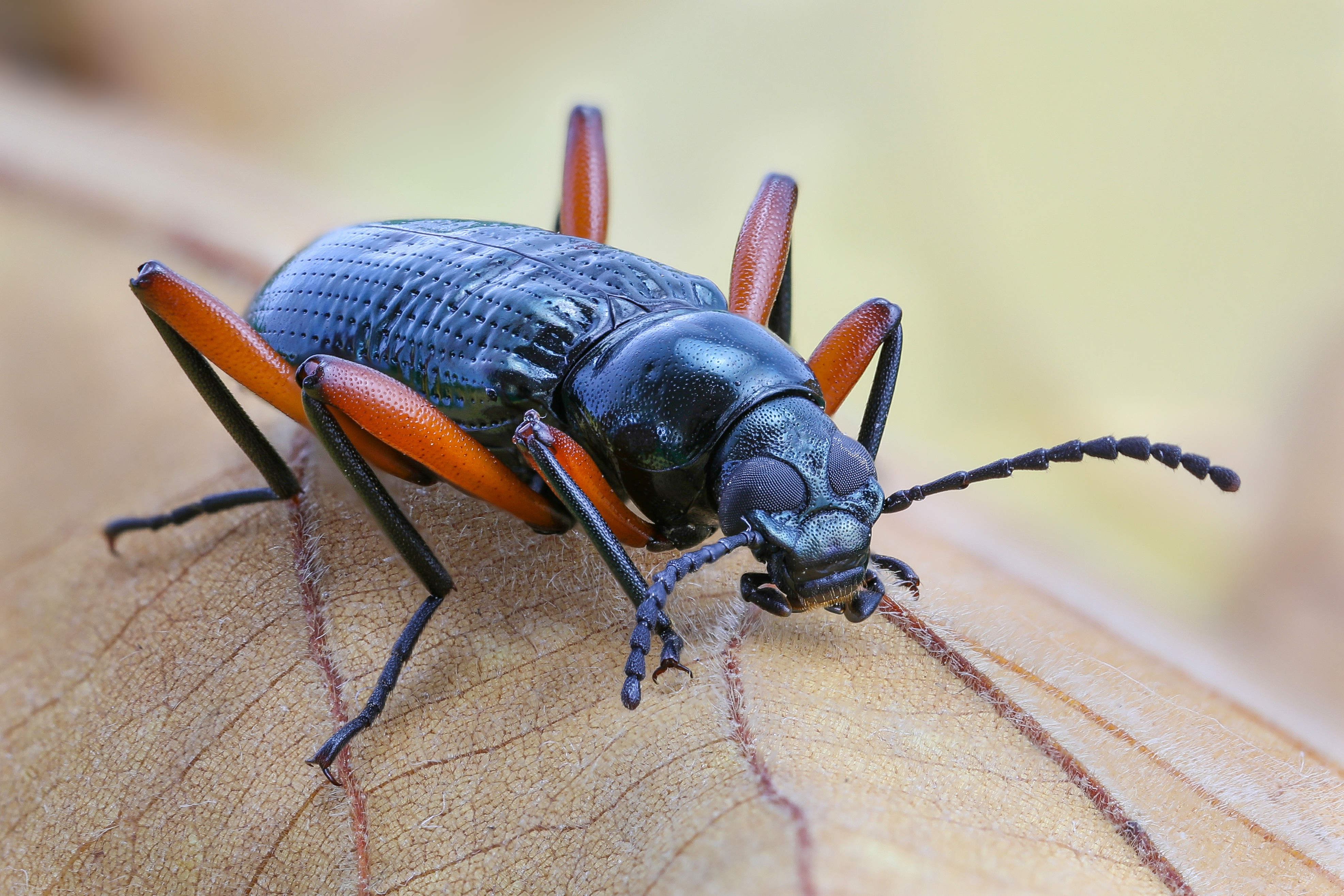
Macrophotographie d'un coléoptère obtenu par focus stacking avec le logiciel Helicon Focus (16 images)

| Nom                                                                                           | Auteur principal                        | Plateforme               | Licence                               |
| --------------------------------------------------------------------------------------------- | --------------------------------------- | ------------------------ | ------------------------------------- |
| Adobe Photoshop CS4, CS5                                                                      | Adobe                                   | Windows, Mac OS X        | Propriétaire                          |
| Affinity Photo                                                                                | Serif                                   | Windows, Mac OS X        | Propriétaire                          |
| « ALE »(Archive.org • Wikiwix • Archive.is • Google • Que faire ?) (consulté le 9 avril 2013) | David Hilvert                           | Linux, Windows           | GPL                                   |
| Aphelion avec MultiFocus Extension                                                            | ADCIS                                   | Windows                  | Propriétaire, 30-jour d'essai         |
| Amira (en) / Avizo 'Image Stack Projection'                                                   | ThermoFisher                            | Windows, Mac OS X, Linux | Propriétaire                          |
| CombineZM / CombineZP                                                                         | Alan Hadley                             | Windows                  | GPL                                   |
| Digital Photo Professional (DPP) 4                                                            | Canon                                   | Mac OS X, Windows        | Gratuit avec un APN Canon             |
| Deep Focus module for QuickPHOTO                                                              | PROMICRA                                | Windows                  | Propriétaire, essai illimité          |
| Enfuse (en) (combiné avec align_image_stack ou similaire)                                     | Andrew Mihal and hugin development team | Multiplateforme          | GPL                                   |
| Extended Depth of Field plugin pour ImageJ                                                    | Alex Prudencio                          | Multiplateforme (Java)   | Gratuit dans le cadre de la recherche |
| FocusFusion                                                                                   | DelphiTools                             | Windows                  | Propriétaire                          |
| Helicon Focus (en)                                                                            | Danylo Kozub                            | Windows, Mac OS X        | Propriétaire, 30-jour d'essai         |
| ImageFocus Stacking software                                                                  | Euromex Microscopes Holland             | Windows                  | Propriétaire, 30-jour d'essai         |
| Image Pro Plus                                                                                | Media Cybernetics                       | Windows                  | Propriétaire                          |
| Macnification                                                                                 | Peter Schols                            | Mac OS X                 | Propriétaire, 30-jour d'essai         |
| MacroFusion, GUI for Enfuse (en)                                                              | Dariusz Duma                            | Linux                    | GPL (v2)                              |
| PhotoAcute Studio                                                                             | Almalence Inc                           | Windows, Mac OS X, Linux | Propriétaire, essai illimité          |
| PICOLAY                                                                                       | Heribert Cypionka                       | Windows                  | Propriétaire                          |
| Stack Focuser plugin pour ImageJ                                                              | Michael Umorin                          | Multiplateforme (Java)   | GPL                                   |
| Tufuse                                                                                        | Max Lyons                               | Windows                  | Propriétaire                          |
| Zeiss Axiovision                                                                              | Carl Zeiss AG                           | Windows                  | Propriétaire                          |
| Zerene Stacker                                                                                | Rik Littlefield                         | Windows, Mac OS X, Linux | Propriétaire, 30-jour d'essai         |

## Autres noms
Ce procédé est appelé également "photographie à profondeur de champ étendue", hyperfocus,  zédification en français,, z-stacking,  focal plane merging, merged-focus image et focus blending.